# Антлерс (Оклахома)
Антлерс (англ. Antlers) — місто (англ. city) в США, в окрузі Пушматага штату Оклахома. Населення — 2221 особа (2020).

## Географія
Антлерс розташований за координатами 34°13′59″ пн. ш. 95°37′17″ зх. д. / 34.23306° пн. ш. 95.62139° зх. д. (34.233078, -95.621391).  За даними Бюро перепису населення США в 2010 році місто мало площу 7,10 км², з яких 7,07 км² — суходіл та 0,03 км² — водойми.

### Клімат
| Клімат : Антлерс         | Клімат : Антлерс | Клімат : Антлерс | Клімат : Антлерс | Клімат : Антлерс | Клімат : Антлерс | Клімат : Антлерс | Клімат : Антлерс | Клімат : Антлерс | Клімат : Антлерс | Клімат : Антлерс | Клімат : Антлерс | Клімат : Антлерс | Клімат : Антлерс |
| Показник                 | Січ.             | Лют.             | Бер.             | Квіт.            | Трав.            | Черв.            | Лип.             | Серп.            | Вер.             | Жовт.            | Лист.            | Груд.            | Рік              |
| Середній максимум, °C    | 11,4             | 14,1             | 19,4             | 24,4             | 27,7             | 31,6             | 34,4             | 34,8             | 30,5             | 25,2             | 18,4             | 12,8             | 23,7             |
| Середній мінімум, °C     | −2,3             | 0,1              | 4,9              | 9,9              | 14,2             | 18,6             | 20,4             | 19,8             | 16,3             | 9,6              | 4,8              | −0,5             | 9,7              |
| Норма опадів, мм         | 51               | 69               | 97               | 109              | 157              | 114              | 84               | 71               | 122              | 117              | 94               | 74               | 1158             |
| ------------------------ | ---------------- | ---------------- | ---------------- | ---------------- | ---------------- | ---------------- | ---------------- | ---------------- | ---------------- | ---------------- | ---------------- | ---------------- | ---------------- |
| Джерело: Weatherbase.com |                  |                  |                  |                  |                  |                  |                  |                  |                  |                  |                  |                  |                  |

## Демографія
Згідно з переписом 2010 року, у місті мешкали 2453 особи в 1003 домогосподарствах у складі 607 родин. Густота населення становила 346 осіб/км².  Було 1177 помешкань (166/км²).
Расовий склад населення:
| - 74,8 % — білих - 17,9 % — корінних американців - 0,9 % — чорних або афроамериканців - 0,2 % — азіатів |

До двох чи більше рас належало 5,3 %. Частка іспаномовних становила 3,9 % від усіх жителів.
За віковим діапазоном населення розподілялося таким чином: 25,3 % — особи молодші 18 років, 53,9 % — особи у віці 18—64 років, 20,8 % — особи у віці 65 років та старші. Медіана віку мешканця становила 39,8 року. На 100 осіб жіночої статі у місті припадало 87,0 чоловіків;  на 100 жінок у віці від 18 років та старших — 80,1 чоловіків також старших 18 років.
Середній дохід на одне домашнє господарство  становив 40 596 доларів США (медіана — 27 883), а середній дохід на одну сім'ю — 49 658 доларів (медіана — 31 810). Медіана доходів становила 31 700 доларів для чоловіків та 25 703 долари для жінок. За межею бідності перебувало 34,5 % осіб, у тому числі 49,3 % дітей у віці до 18 років та 11,0 % осіб у віці 65 років та старших.
Цивільне працевлаштоване населення становило 894 особи. Основні галузі зайнятості: освіта, охорона здоров'я та соціальна допомога — 28,6 %, роздрібна торгівля — 17,7 %, мистецтво, розваги та відпочинок — 12,0 %, будівництво — 8,1 %.